# 松浦バイパス (佐賀県)
松浦バイパス（まつうらバイパス）は、佐賀県伊万里市を通る国道498号のバイパス道路である。

## 概要
同市によれば長崎自動車道の武雄北方ICとのアクセス道路として位置づけられており、2006年現在、事業化されている大坪バイパス（4.2 km）を通じて唐津伊万里道路の伊万里東府招ICとも接続される計画である。

### 路線データ
- 起点：佐賀県伊万里市松浦町（鹿路峠交差点、国道498号 若木バイパス終点、佐賀県道38号相知山内線交点）
- 終点：佐賀県伊万里市松浦町（浪瀬峠交差点、国道498号 大坪バイパス起点）
- 距離：5.2 km

## 歴史
- 2000年（平成12年）4月9日 - 「開通記念ロードレース大会」開催。
- 2000年（平成12年） - 供用開始。

## 地理

### 通過する自治体
- 伊万里市

### 交差する道路
| 施設名                 | 交差する道路                     | 交差する場所 | 交差する場所        |
| ---------------------- | -------------------------------- | ------------ | ------------------- |
| 国道498号 若木バイパス |                                  |              |                     |
|                        | 国道498号 佐賀県道38号相知山内線 | 松浦町桃川   | 鹿路峠交差点 / 起点 |
| 桃川                   |                                  | 松浦町桃川   |                     |
| 下平                   |                                  | 松浦町桃川   |                     |
| 宿分                   |                                  | 松浦町山形   |                     |
| 金石原                 | 佐賀県道53号武雄伊万里線         | 松浦町中野原 |                     |
|                        | 国道498号                        | 大坪町丙     | 浪瀬峠交差点 / 終点 |
| 国道498号 大坪バイパス |                                  |              |                     |

### 交差する鉄道
- 筑肥線

### 沿線
- JR九州筑肥線
  - 桃川駅 - 金石原駅